# Rosiers-de-Juillac
Rosiers-de-Juillac är en kommun i departementet Corrèze i regionen Nouvelle-Aquitaine i de centrala delarna av Frankrike. Kommunen ligger  i kantonen Juillac som tillhör arrondissementet Brive-la-Gaillarde. År 2022 hade Rosiers-de-Juillac 175 invånare.

## Befolkningsutveckling
Antalet invånare i kommunen Rosiers-de-Juillac
Referens:INSEE